# ترميم معماري

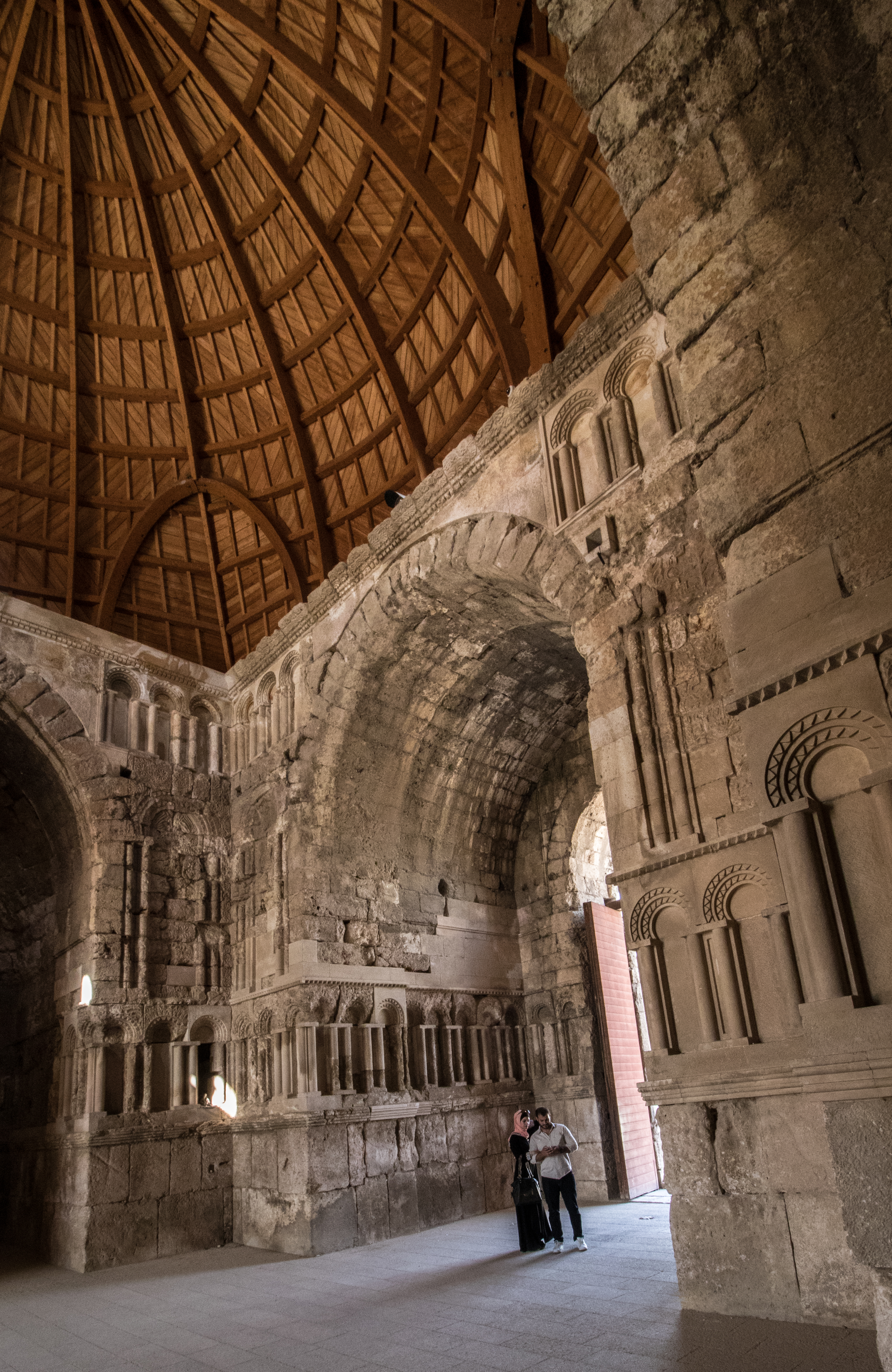
القصر الأموي في عمان قبل وبعد الترميم.

الترميم المعماري هو نهج علاجي وفلسفة خاصّة في مجال الحفاظ المعماري للمباني. تختلف عملية الترميم عن الحفاظ من خلال السماح بإزالة بعض المواد التاريخيّة لوضع تصوّر دقيق لفترة زمنيّة معيّنة، وليس بالضرورة الفترات الزمنيّة الأصليّة أو النهائيّة من عمر المبنى.
لقد قامت وزارة الداخليّة في الولايات المُتحدة الأمريكيّة بتعريف مقاربة علاجيّة للترميم المعماري على أنه «يركّز على الاحتفاظ بالمواد الأصليّة من أهم وقت في تاريخ المُلكيّة، مع السماح بإزالة المواد من فترات أخرى. كما يُعد التحديث المحدود والحسّاس للأنظمة الميكانيكيّة والكهربائيّة والصرف الصحي وغيرها من الأعمال مناسب ومطلوب، وذلك لجعل الخصائص الوظيفيّة للمبنى مناسبة في إطار مشروع الترميم». بذلك، يُعتبر الترميم المعماري أحد أربع مقاربات علاجيّة أضافةً للحفاظ وإعادة التأهيل وإعادة البناء.
يُعرَف الفرد المُنخرط في هذا المجال باسم مُرمِّم معماري، والذي يعتمد باتخاذ قراره في التدّخل بالترميم على القيمة، إذ عادةً ما يتم النظر إلى مجموعة من القيم الفنيّة والسياقيّة والإعلاميّة. وقد يكون قرار عدم التدخّل في بعض الحالات خيارًا مناسبًا.

## تاريخ

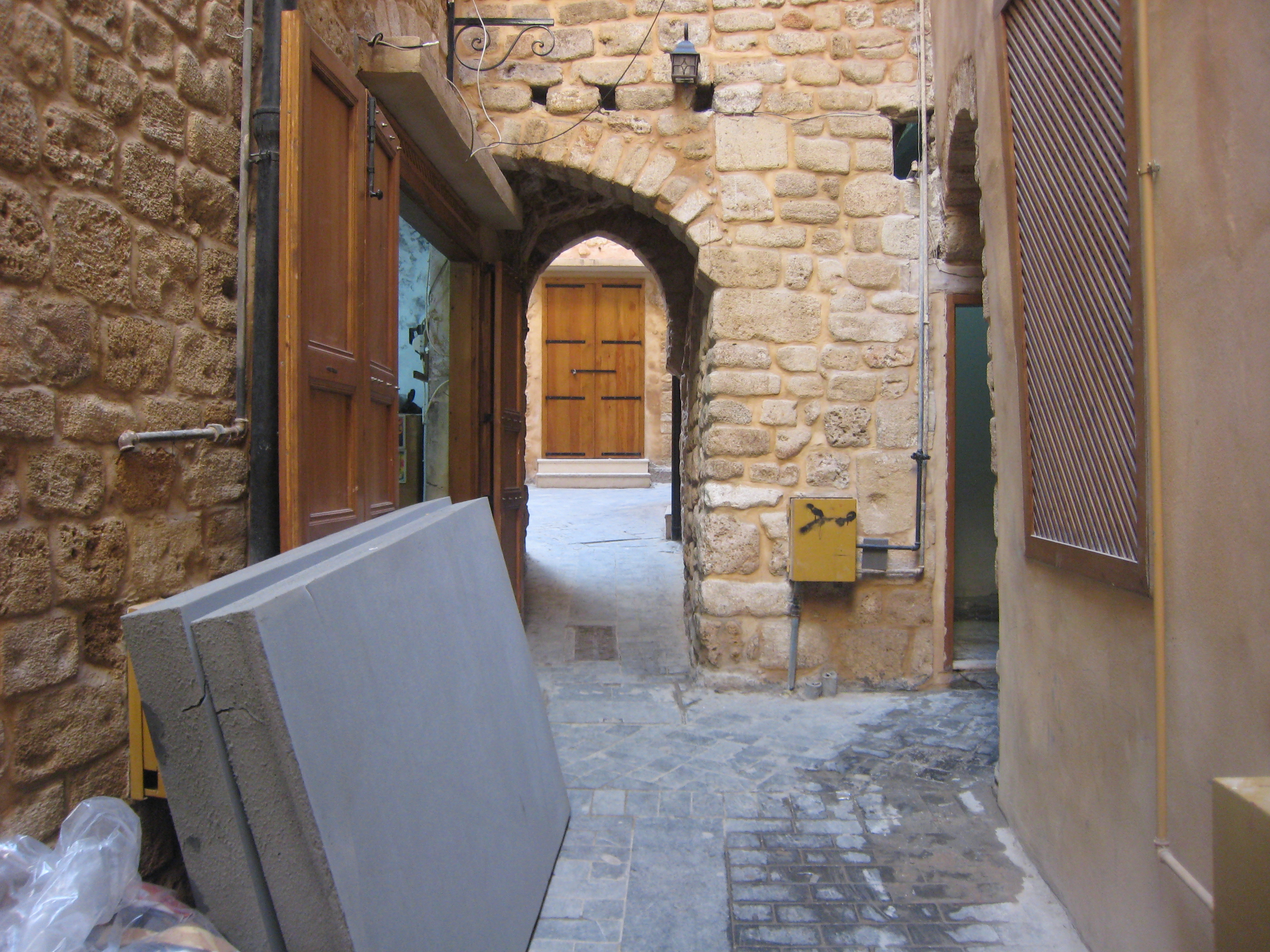
ترميم البلدة القديمة بصيدا بعد الحرب الأهلية اللبنانية.

ظهر فكر الترميم في القرن التاسع عشر كمدرسة فكريّة ضمن البيئة المبنيّة التي يُسمح فيها بتحسين مبانيها التاريخيّة، بل وأحيانًا تكتمل باستخدام المواد والتصاميم والتقنيات الحاليّة. وبهذا، فهي تشبه إلى حد كبير نظريّة الحداثة، باستثناء أنها لا تدعو إلى تدمير المنشآت القديمة. ويُعد المعمار الفرنسي يوجين فيوليت لو دوك واحدًا من أكثر المؤيدين والمتحمسين لهذه المدرسة الفكريّة في ذلك الوقت.
يكون الترميم في بعض الأحيان، يكون ذلك نتيجة لتدمير المعالم الأثرية بسبب الحرب، وأخطاء التخطيط، والتدمير لدوافع سياسية، وفي أحيان أخرى يكون ذلك مجرد نتيجة لكارثة طبيعية، تشمل الأمثلة يونجدينجمن بوابة مدينة بكين السابقة التي تمت التضحية بها مؤقتًا لاعتبارات المرور، وكنيسة سانت مارك في البندقية التي انهارت في عام 1902، والكنيسة الأيبيرية، وكاتدرائية المسيح المخلص في موسكو التي دمرها وسام جوزيف ستالين، وكنيسة السيدة العذراء في دريسدن، وسيمبيروبر في دريسدن التي قصفت في نهاية الحرب العالمية الثانية،  ومن الأمثلة المعروفة على وجه التحديد إعادة بناء وسط مدينة وارسو التاريخي بعد عام 1945، بعد أن تعرضت المدينة القديمة والقلعة الملكية لأضرار بالغة في بداية الحرب العالمية الثانية، وتم تدميره بشكل منهجي من قبل القوات الألمانية بعد انتفاضة وارسو عام 1944، تمت إعادة بناء المركز التاريخي لوارسو الذي شمل كاتدرائية سانت جون، وكنيسة سانت كازيميرز، وقلعة أوجازدو، وتم بناء نسخة مماثلة لستاري موست في موستار البوسنة والهرسك وحظيت بموافقة رسمية من اليونسكو. في أحيان أخرى تتم عمليات إعادة البناء في حالة المواقع التي لم يتم التعرف على أهميتها التاريخية والثقافية إلا بعد فترة طويلة من تدميرها، وهو أمر شائع في أمريكا الشمالية، خاصة فيما يتعلق بتاريخها المبكر، مثل إعادة بناء كولونيال ويليامزبرغ في فرجينيا، وإعادة بناء العديد من الهياكل في حديقة الاستقلال التاريخية الوطنية في فيلادلفيا، وحديقة فورت ويليام التاريخية في أونتاريو، كندا.

## وصلات خارجية
مفهوم إعادة الاستخدام للمباني الأثرية